# Снєгирьов Гелій Іванович
Гéлій (Євгéн) Іва́нович Снєгірьо́в (14 жовтня 1927, Харків, Українська СРР — 28 грудня 1978, Київ, Українська РСР) — український радянський письменник, кінорежисер, кіносценарист та журналіст; радянський дисидент. Перший чоловік поетеси Катерини Квітницької, близький друг Віктора Некрасова. Свої твори писав українською та
російською мовами.

## Біографія
Народився 14 жовтня 1927 року у Харкові у родині літератора Івана Снєгірьова. Навчався на акторському факультеті Харківського театрального інституту. Згодом переїхав до Києва і став головним редактором «Укркінохроніки».
З 1950-х років розпочав літературну діяльність, друкувався в «Літературній Україні», став членом Спілки письменників.
Шлях Снєгірьова як дисидента розпочався 1966 року, коли він зняв документальний фільм про мітинг у Бабиному Яру в роковини масових нацистських розстрілів. На цьому мітингу були присутні «неблагонадійні» особи: Іван Дзюба, Віктор Некрасов і російський письменник-дисидент Володимир Войнович. Плівку негайно вилучили, а Снєгірьова понизили на посаді, заборонивши знімати кіно. Після цього інциденту він перебував під постійним наглядом КДБ.
Невдовзі розпочався черговий процес проти письменника-дисидента Віктора Некрасова, доброго друга Снєгірьова. На нього почали тиснути, вимагаючи публічно виступити з осудом Некрасова, однак він не зрадив товариша, за що сам потрапив у чорний список КДБ: втратив роботу і можливість публікуватися. 
З січня 1974-го за інакодумство пройшов класичний шлях радянського дисидента — цькування, вигнання з творчих спілок, позбавлення роботи і громадянських прав. З перших годин обшуку КДБ у квартирі Гелій Снєгірьов почав ретельно, і художньо фіксувати все, що з ним відбувалося. Так з'явився його «Роман-донос», який став головним твором життя письменника. У передмові цей роман названо «репортажем з петлею на шиї» застійних 1970-х.[виправити стиль]
1974 року Снєгірьов написав повість «Ненько моя, ненько… Набої для розстрілу», в основу якої поклав історію своєї матері Наталії Собко, фігурантки сфабрикованого показового процесу Спілки визволення України (СВУ) 1930 року, що був розправою над українською інтелігенцією. Повість надрукували в російськомовному паризькому журналі «Континент» та в різних виданнях української діаспори у США. 
1977 року пішов ще далі: скликавши пресконференцію для іноземних журналістів у московській квартирі колишнього генерала і дисидента Петра Григоренка, він публічно зачитав відкриті листи до генсека Леоніда Брєжнєва і президента США Джиммі Картера, оголосивши, що зрікається радянського громадянства.
22 вересня 1977 року Снєгірьова заарештували за особистим розпорядженням голови КДБ Юрія Андропова і кинули до в’язниці. Там він уперто відмовлявся від «чистосердечного зізнання», волів власноруч записувати у протокол свої відповіді і, маючи інвалідність другої групи, оголосив голодування. Слідчі почали давати йому «заспокійливі уколи», від яких Снєгірьову ставало все гірше: у нього розвинувся параліч нижньої частини тіла, він майже осліп. Його довели майже до несвідомого стану, після чого таки змусили підписати зізнання «Соромлюсь і засуджую», опубліковане в газеті «Радянська Україна». Витиснувши зі Снєгірьова фальшиве каяття, система «змилостивилася» і відправила його вже присмертного доживати віку у Жовтневу лікарню під наглядом працівників КДБ. 
28 грудня 1978 року Гелія Снєгірьова не стало. Він помер у Києві в Жовтневій лікарні, куди був переведений з тюремної лікарні. Зневаживши останню волю покійного — він хотів спочивати на Байковому цвинтарі разом з батьком — спецслужби кремували тіло, щоб експертиза не могла встановити, чим саме його «лікували» у радянській катівні.
Похований на Байковому кладовищі.

## Родина
- Мати Наталія Собко була комуністичною активисткою і писала доноси на українських патріотів, у тому числі, відіграла важливу роль в арешті так званої Спілки визволення України. Знайомство з цим фактом стало шоком для Снєгирьова і було однією з причин, які підштовхнули його до дисидентства[2]
- Сини: кінорежисер Вадим Кастеллі; Пилип Снєгірьов — молодший син, лікар.[3]

## Твори
- Г. Снєгірьов. Набої для розстрілу. К.: 1990.
- Г. Снєгірьов. Роман-донос (Витримки). — К.: Книжник. 1992, № 3. С. 13-18.
- Г. Снєгірьов. Оповідання «Народи мені три сини».

## Пам'ять
- Пам'ятну дошку Гелію Снєгірьову відкрили в будинку №3 по вул. Рогнідинській, де в 10 квартирі мешкав письменник. Скульптор О. А. Михайлицький, архітектор П. Г. Снєгірьов.
- Ім'я та прізвище Снєгірьова закарбовані на пам'ятній дошці мешканцям будинку «Слово»